# Mokum 700

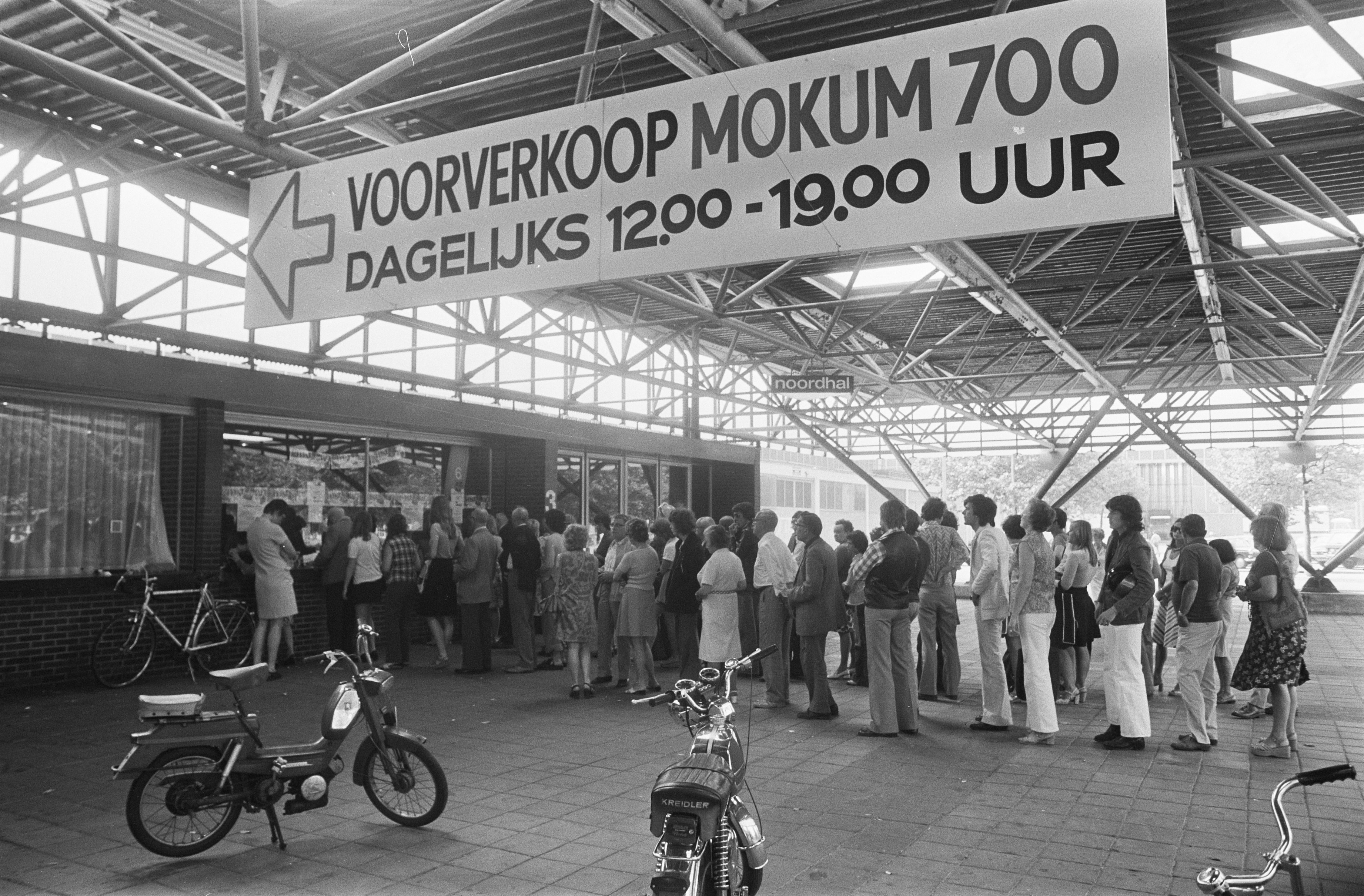
Kaartverkoop op 23 juni 1975.

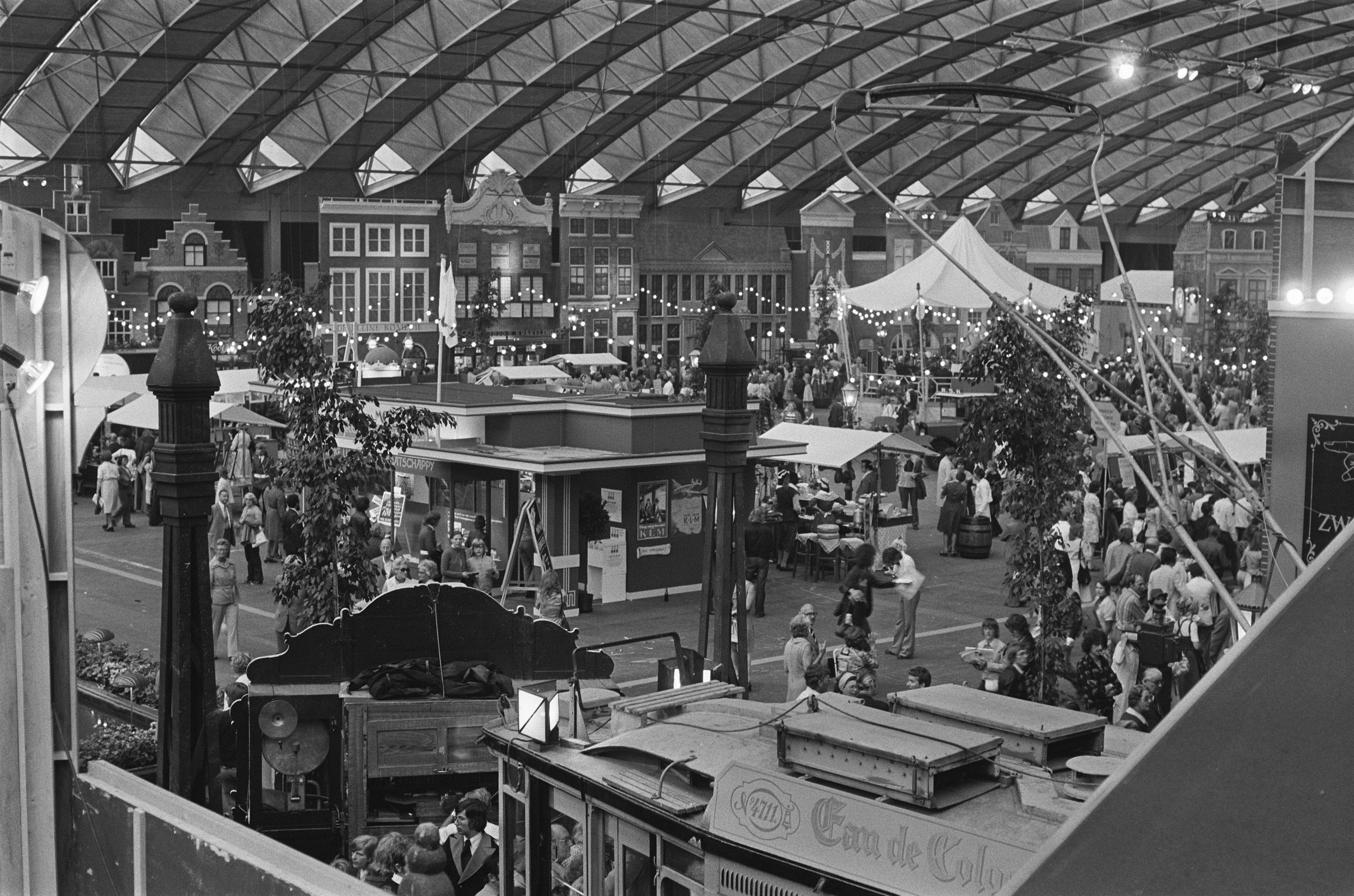
Overzichtsfoto.

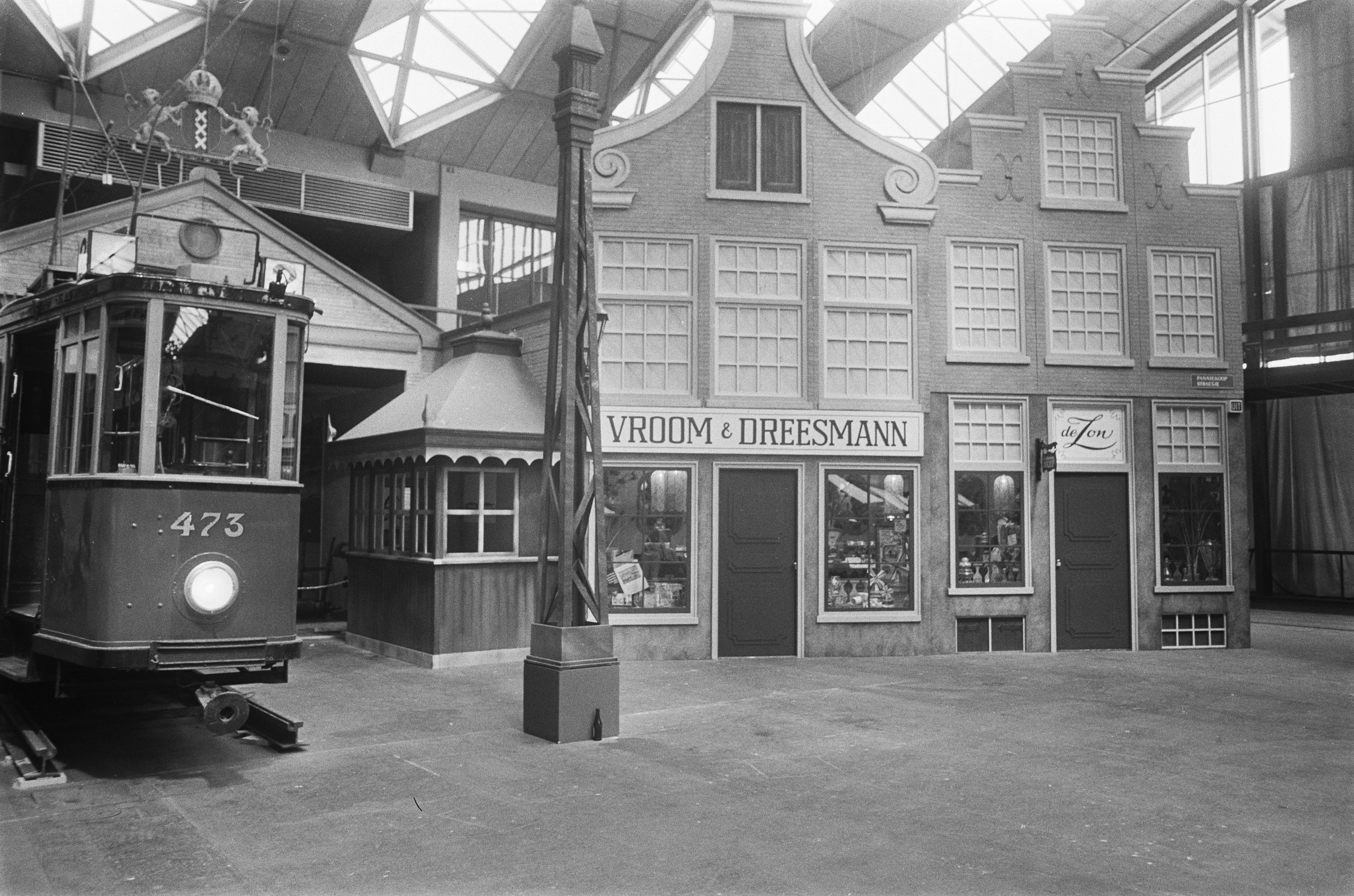
Oude tram naast stadsgezicht

Mokum 700 was een tentoonstelling die in juni 1975 in de Europahal van de RAI in Amsterdam werd gehouden ter gelegenheid van het 700-jarig bestaan van Mokum (bijnaam van Amsterdam). In de hallen was een deel van het centrum, onder meer een deel van de Jordaan, nagebouwd met van hout gemaakte huizen, bruggen, lantaarnpalen maar ook grachten en bijvoorbeeld een tramremise en een door het GVB ter beschikking gestelde tweeassige motorwagen (nr. 473). Ook was er een brandweerkazerne met een brandweerauto.
Daarnaast waren er allerlei kraampjes met standhouders en konden de bezoekers bij een groot aantal horecagelegenheden eten en drinken die leken op echte cafés en restaurants in het centrum van Amsterdam. Daarnaast vonden er ook filmvoorstellingen en lezingen plaats. 
Verder waren er regelmatig optredens van artiesten waarbij voornamelijk het Amsterdamse levenslied ten gehore werd gebracht. Deze optredens gingen vaak door tot na middernacht. Ook werden met de bezoekers spelletjes gespeeld onder meer door Ted de Braak en Peter Knegjens. 
Er werd een speciale zilveren herdenkingsmunt de Florijn uitgebracht met daarop de jaartallen 1275-1975.     